# Chrysendeton autobella
Chrysendeton autobella är en fjärilsart som beskrevs av Dyar 1914. Chrysendeton autobella ingår i släktet Chrysendeton och familjen Crambidae. Inga underarter finns listade i Catalogue of Life.